# ۶۹۷ (خورشیدی)
۶۹۷ ششصد و نود و هفتمین سال هجری خورشیدی است.